# أساطير المصارعة
أساطير المصارعة (بالإنجليزية: Legends of Wrestling)‏ هي لعبة فيديو تقوم بمحاكاة لرياضة المصارعة المحترفة ويظهر بها جميع المصارعين في كل العصور.

## أنماط اللعب
يمكن اللعب بلاعبي أتحاد دبليو دبليو إي وورلد تشامبيونشيب ريسلينغ أو جمعية المصارعة الأمريكية أو إكستريم تشامبيونشيب ريسلينغ.

## تطوير اللعبة
تم تطويرها بواسطة أكليم إنترتينمينت وتم إصدارها في عام 2001 لجهاز بلاي ستيشن 2، ثم في عام 2002 لـ نينتندو غيم كيوب و إكس بوكس . ثم صدرت النسخة الثانية في عام 2002.